# Cantone di Melesse
Il Cantone di Melesse è una divisione amministrativa dell'arrondissement di Rennes.
È stato costituito a seguito della riforma approvata con decreto del 18 febbraio 2014, che ha avuto attuazione dopo le elezioni dipartimentali del 2015.

## Composizione
Comprende i seguenti 15 comuni:
- Clayes
- Gévezé
- Guipel
- Hédé-Bazouges
- Langouet
- Melesse
- La Mézière
- Montreuil-le-Gast
- Parthenay-de-Bretagne
- Saint-Germain-sur-Ille
- Saint-Gilles
- Saint-Gondran
- Saint-Médard-sur-Ille
- Saint-Symphorien
- Vignoc